# Sectoria heterognathos
Sectoria heterognathos és una espècie de peix de la família dels balitòrids i de l'ordre dels cipriniformes.

## Morfologia
- Els mascles poden assolir 10 cm de longitud total.
- Ambdues mandíbules tenen una funda còrnia i les vores esmolades.
- Mandíbula inferior sense incisions.
- Cos amb 9-13 franges irregulars (moltes són incompletes o reduïdes a taques).[7][8]

## Hàbitat
És un peix d'aigua dolça, demersal i de clima tropical.

## Distribució geogràfica
Es troba a Àsia: Laos i la Xina (Yunnan).

## Amenaces
Les seues principals amenaces són les modificacions antropogèniques dels rius (reducció o interrupció del cabal dels rius), la desforestació i les pràctiques agrícoles gens sostenibles.